# Rocío Marengo

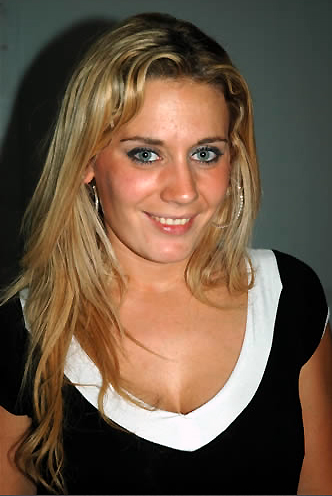
Rocío Marengo (2006)

María Rocío Marengo (25 tháng 3 năm 1980 tại Bahía Blanca, Argentina) là một người mẫu, diễn viên, vedette, diễn viên hài và vũ công người Argentina.

## Đầu đời và sự nghiệp
Trải nghiệm truyền hình ban đầu của Marengo bao gồm công việc MC cho Mar de Fondo với Alejandro Fantino trên kênh TyC Sports.
Cô tham gia với tư cách là một showgirl trong các tạp chí Moria Casán, công việc đưa cô đến Chile năm 2004. Kênh 13 ở Chile đã mời cô làm người mẫu trong chương trình Manyo Lucho. Cô rời chương trình để kết hôn và sống trong một khách sạn ở Chile trong vài tháng.
Cuộc sống tình yêu của Marengo thường xuyên được báo chí Argentina đưa tin và đã góp phần vào thành tích cao của cô. Báo cáo về mối quan hệ với người dẫn chương trình truyền hình Alejandro "Marley" Wiebe và con trai của ngôi sao người Argentina Graciela Alfano đã được nhắc đến, và cô cũng đã lên tiếng với mối quan hệ bị cáo buộc với ngôi sao bóng đá Mauricio Pinilla. Các mối quan hệ khác của cô đã được lên báo chí thường xuyên ở Argentina.

## Truyền hình và sự xuất hiện khác
Năm 2006, cô tham gia chương trình truyền hình thực tế Expedition Robinson, đảo VIP, được phát triển trên một bãi biển ở Cộng hòa Dominican, nơi cô kết thúc ở vị trí thứ tư. Sau đó, cô tham gia chương trình Locos por el baile.
Năm 2007, cô xuất hiện trong phần bốn của Bailando por un Sueño, một phần thi nhảy của chương trình truyền hình Showmatch, do Marcelo Tinelli tổ chức. Cô nhảy theo "El Baile del Koala", theo một nhịp nhạc liên quan đến việc một người phụ nữ phá vỡ xương chậu của một người đàn ông, thực hiện các động tác nhảy trên thắt lưng của anh ta, và bắt chước sự giao hợp. Marengo đã bị loại khỏi cuộc thi trong tuần lễ Rumba Flamen và Quartet.
Vào tháng 2 năm 2008, cô tham gia chương trình với lễ hội vệ tinh Viña, Đài truyền hình quốc gia Chile. Vào tháng 8 năm đó, cô bắt đầu trượt băng thi gameshow A Dream và giành giải á quân. Cô cũng tham gia vào các tác phẩm của Gerardo Sofovich.
Năm 2009, cô đóng một vở kịch trong đó nhân vật của cô nhanh chóng thành công. Cùng năm đó, cô hợp tác với Gerardo Sofovich vào tối Chủ nhật và được kênh truyền hình Chile Chile chỉnh sửa vào thứ Tư ngày 15 tháng 7 cùng năm với chương trình Dance Fever thay thế cho Marlen Olivari.
Năm 2011, Marengo trở lại gameshow Bailando por un Sueño (mùa thứ tám), nhưng đã bị loại trong tuần thi đấu đầu tiên.
Năm 2017, cô tham gia chương trình truyền hình thực tế "Doble Tentación" tại Chile, nơi cô đã dừng bước ở vòng bán kết.